# Mezőkövesd (distrikt)
Mezőkövesd är ett distrikt i Ungern. Det ligger i provinsen Borsod-Abaúj-Zemplén, i den nordöstra delen av landet, 130 km öster om huvudstaden Budapest.